# Funmi Iyanda

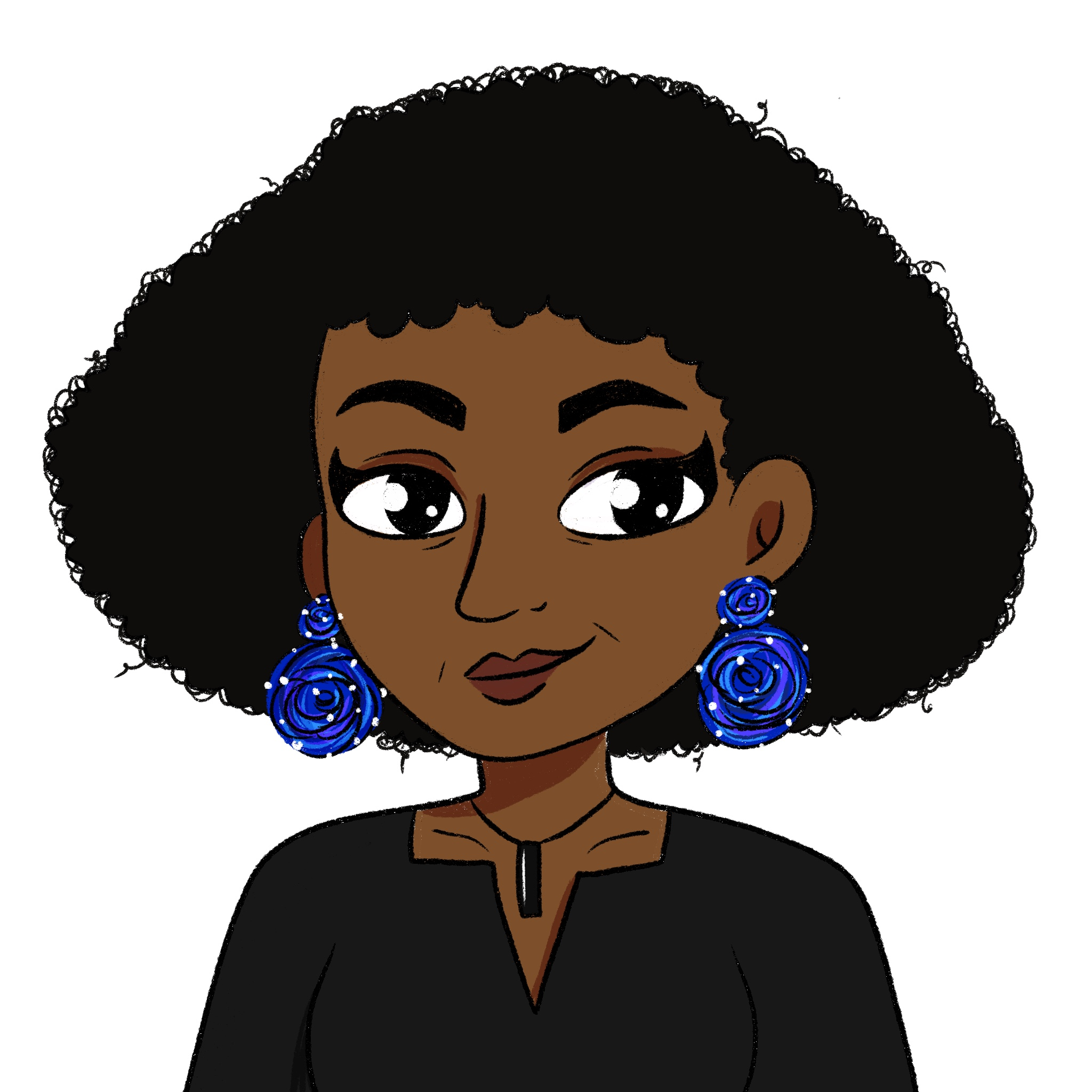
Portrait von Funmi Iyanda

Olufunmilola Aduke Iyanda, besser bekannt als Funmi Iyanda, (* 22. Juli 1971 in Lagos, Nigeria) ist eine nigerianische Talkshow- und Radio-Moderatorin, Journalistin und Bloggerin. Unter anderem moderierte sie die bekannte Talkshow New Dawn with Funmi, die für mehr als acht Jahre im nationalen Fernsehen ausgestrahlt wurde.

## Leben

### Jugend und Ausbildung
Funmi Iyanda wurde am 27. Juli 1971 in Lagos geboren. Ihr Vater kam aus Ogbomoso, ihre Mutter aus Ijebu-Ode. Iyanda wuchs im Großraum Lagos aus, ihre Mutter starb als Iyanda sieben Jahre alt. Sie besuchte die African Church Princess Primary School sowie die Herbert Macaulay School für ihre Grundschulausbildung, danach wechselte sie auf die International School Ibadan. Nach ihrer Schulausbildung besuchte Iyanda die Universität von Ibadan und absolviert ein Bachelor-of-Science-Studium in Geographie.

### VonGood Morning NigeriabisChopcassava
Mehr durch Zufall wechselte Iyanda zum nationalen Fernsehsender Nigerian Television Authority und begann dort die Morgensendung Good Morning Nigeria zu produzieren und zu moderieren. Good Morning Nigeria entwickelte sich zu einer der bekanntesten Sendung Nigerias, was vor allem an der von Zuschauern wahrgenommen „Nähe“ am nigerianischen Alltag lag – unter anderem wurden „Helden des Alltags“ und Stimmen von der Straße eingefangen.
Mit ihrer Erfahrung bei Good Morning Nigeria suchte sich Iyanda im Jahr 2000 ein Sendeformat, das mehr Zuschauer erreichen konnte und begann, ebenfalls bei der NTA, die Sendung New Dawn with Funmi zu produzieren und zu moderieren. Die Talkshow hatte großen Erfolg und entwickelte sich zu einer der am längsten ausgestrahlten Sendungen des nationalen nigerianischen Fernsehens.
2010 – nachdem New Dawn with Funmi bereits zwei Jahre nicht mehr lief – trat Iyanda erneut mit einer Sendung mit dem Titel Talk with Funmi auf, produziert von ihrer Bekannten Chris Dada. Inhalt der Sendung war gewissermaßen ein konstanter Roadtrip durch das bevölkerungsreichste Land des afrikanischen Kontinent, mit dem Ziel, Geschichten von Menschen aus dem gesamten Land einzufangen. Die Sendung lief auf verschiedenen Sendern Nigerias.
2012 produzierte Iyanda gemeinsam mit Chris Dada eine Webserie mit dem Titel Chopcassava, die die sozialen Proteste in Lagos und Umgebung des Jahres porträtierte. Die Proteste flammte vor allem aufgrund der massiven Erhöhungen des Benzinpreises auf.

### Weitere Journalistische Tätigkeiten
Neben den verschiedenen Sendungen, die Iyanda moderierte und produzierte, arbeitete sie in früheren Jahren auch als Sportjournalistin. Sie berichtete unter anderem von der Fußball-Weltmeisterschaft der Frauen 1999, den Afrikaspielen 1995 aus Simbabwe sowie den Olympischen Sommerspielen 2000 aus Sydney und 2004 aus Athen.
Des Weiteren schrieb sie auch Beiträge für die Zeitungen Tempo Magazine, Farafina Magazine, PM News, The Punch, Daily Trust und Vanguard Newspapers.

### Auszeichnungen
2011 wurde Iyanda auf dem Weltwirtschaftsforum als Young Global Leader ausgezeichnet. Die Zeitschrift Forbes zählte sie 2011 zu den 20 „Youngest Power Women“ Afrikas.